# Escola de Chartres
A Escola de Chartres ou Escola da catedral de Chartres foi uma escola catedral  que funcionou na catedral de Chartres e que se tornou  um importante centro de estudos na  Europa medieval. 
Seu ápice ocorreu nos séculos XI e XII, durante o chamado renascimento do século XII. Nesse período, segundo alguns historiadores,  os grandes intelectuais da época, como Yves de Chartres, Gilbert de la Porrée, Bernard de Chartres,Guillaume de Conches, Clarembaud d'Arras, Bernard Silvestre, Thierry de Chartres e  Jean de Salisbury, teriam sido ligados à escola, contribuindo para a fama da instituição.
Até  a primeira metade do século XX, a  Escola de Chartres  era  considerada pelos historiadores  como a mais vigorosa expressão do espírito progressista do século XII. Mais recentemente  (1965, 1970), contudo,  R. W. Southern, em Medieval Humanism and Other Studies (Oxford, 1970),  mostra que uma análise documental mais rigorosa não permitiria afirmar que houvesse mesmo essa supremacia. Para este autor, a escola de Chartres não seria diferente de numerosas outras escolas episcopais da época, e nada prova, até agora, que ela se tivesse distinguido por uma excepcional plêiade de mestres. Suas características marcantes são segundo Boehner e Gilson
o cultivo das ciências naturais e a familiaridade com as literatura clássica.